# Mistrovství Evropy v házené žen 2012
10. mistrovství Evropy  v házené proběhne ve dnech 4. – 16. prosince v Srbsku. Mistrovství se zúčastnilo 16 družstev, rozdělených do čtyř čtyřčlenných skupin. První tři týmy postoupili do dvou čtvrtfinálových skupin z nichž první dvě družstva hráli play off o medaile. Družstva na třetím místě hráli o páté místo. Mistrem Evropy se stalo družstvo Černé Hory.

## Arény
| Novi Sad          | Vršac             | Bělehrad        | Niš                | Bělehrad         |
| SPC Vojvodina     | Millennium Center | Hala Pionir     | Čair Sports Center | Beogradska arena |
| Millennium Center | SPC Vojvodina     | Hala Pionir     | Čair Sports Center | Beogradska arena |
| Kapacita: 11 500  | Kapacita: 5 000   | Kapacita: 8 150 | Kapacita: 5 000    | Kapacita: 22 680 |

## Výsledky a tabulky

### Základní skupiny

#### Skupina A
|    |          | NOR   | SER   | CZE   | UKR   | V | R | P | Skóre | B |
| 1. | Norsko   | ***   | 28:26 | 21:19 | 18:17 | 3 | 0 | 0 | 67:62 | 6 |
| 2. | Srbsko   | 26:28 | ***   | 28:24 | 25:23 | 2 | 0 | 1 | 79:75 | 4 |
| 3. | Česko    | 19:21 | 24:28 | ***   | 25:22 | 1 | 0 | 2 | 68:71 | 2 |
| 4. | Ukrajina | 17:18 | 23:25 | 22:25 | ***   | 0 | 0 | 3 | 62:68 | 0 |

| 4. prosince 2012 17:45 | Ukrajina      | 22:25  | Česko                | Bělehrad (Pionir Arena) Počet diváků: 450 Rozhodčí: Brehmerová, Skowroneková (POL) |
| 4. prosince 2012 17:45 | Borščenková 7 | (7:12) | Štěrbová, Luzumová 6 | Bělehrad (Pionir Arena) Počet diváků: 450 Rozhodčí: Brehmerová, Skowroneková (POL) |
| 4. prosince 2012 17:45 | 6× 4×         | Report | 2× 3×                | Bělehrad (Pionir Arena) Počet diváků: 450 Rozhodčí: Brehmerová, Skowroneková (POL) |

| 4. prosince 2012 20:15 | Norsko                | 28:26   | Srbsko          | Bělehrad (Pionir Arena) Počet diváků: 5 000 Rozhodčí: Marín, García (ESP) |
| 4. prosince 2012 20:15 | Riegelhuth Korenová 8 | (17:12) | Ognjenovićová 9 | Bělehrad (Pionir Arena) Počet diváků: 5 000 Rozhodčí: Marín, García (ESP) |
| 4. prosince 2012 20:15 | 4× 3× 1×              | Report  | 6× 4×           | Bělehrad (Pionir Arena) Počet diváků: 5 000 Rozhodčí: Marín, García (ESP) |

| 6. prosince 2012 18:15 | Srbsko                       | 25:23   | Ukrajina     | Bělehrad (Pionir Arena) Počet diváků: 4 000 Rozhodčí: Florescuová, Duţăová (ROM) |
| 6. prosince 2012 18:15 | Popovićová, Damnjanovićová 5 | (14:10) | Managarová 7 | Bělehrad (Pionir Arena) Počet diváků: 4 000 Rozhodčí: Florescuová, Duţăová (ROM) |
| 6. prosince 2012 18:15 | 3× 4×                        | Report  | 7× 4×        | Bělehrad (Pionir Arena) Počet diváků: 4 000 Rozhodčí: Florescuová, Duţăová (ROM) |

| 6. prosince 2012 20:15 | Česko       | 19:21   | Norsko       | Bělehrad (Pionir Arena) Počet diváků: 450 Rozhodčí: Crnojevićová, Kosteckiová-Radićová (CRO) |
| 6. prosince 2012 20:15 | Poznarová 5 | (12:10) | Sullandová 8 | Bělehrad (Pionir Arena) Počet diváků: 450 Rozhodčí: Crnojevićová, Kosteckiová-Radićová (CRO) |
| 6. prosince 2012 20:15 | 4×          | Report  | 3×           | Bělehrad (Pionir Arena) Počet diváků: 450 Rozhodčí: Crnojevićová, Kosteckiová-Radićová (CRO) |

| 8. prosince 2012 18:15 | Norsko       | 18:17  | Ukrajina                | Bělehrad (Pionir Arena) Počet diváků: 1 554 Rozhodčí: Stoļarovs, Līcis (LAT) |
| 8. prosince 2012 18:15 | Sullandová 6 | (8:11) | Glibková, Borščenková 4 | Bělehrad (Pionir Arena) Počet diváků: 1 554 Rozhodčí: Stoļarovs, Līcis (LAT) |
| 8. prosince 2012 18:15 | 3×           | Report | 9× 2×                   | Bělehrad (Pionir Arena) Počet diváků: 1 554 Rozhodčí: Stoļarovs, Līcis (LAT) |

| 8. prosince 2012 20:15 | Srbsko                   | 28:24   | Česko              | Bělehrad (Pionir Arena) Počet diváků: 4 000 Rozhodčí: Horvárth, Márton (HUN) |
| 8. prosince 2012 20:15 | Lekićová, Pop-Lazićová 6 | (12:15) | Černá, Chrenková 6 | Bělehrad (Pionir Arena) Počet diváků: 4 000 Rozhodčí: Horvárth, Márton (HUN) |
| 8. prosince 2012 20:15 | 6× 3×                    | Report  | 3×                 | Bělehrad (Pionir Arena) Počet diváků: 4 000 Rozhodčí: Horvárth, Márton (HUN) |

#### Skupina B
|    |           | FRA   | DEN   | SWE   | MAC   | V | R | P | Skóre | B |
| 1. | Francie   | ***   | 27:28 | 24:17 | 29:16 | 2 | 0 | 1 | 80:61 | 4 |
| 2. | Dánsko    | 28:27 | ***   | 26:27 | 37:30 | 2 | 0 | 1 | 91:84 | 4 |
| 3. | Švédsko   | 17:24 | 27:26 | ***   | 26:15 | 2 | 0 | 1 | 70:65 | 4 |
| 4. | Makedonie | 15:26 | 30:37 | 15:26 | ***   | 0 | 0 | 3 | 61:92 | 0 |

| 4. prosince 2012 18:15 | Francie       | 29:16   | Makedonie     | Niš (Čair Sports Center) Počet diváků: 750 Rozhodčí: Horvárth, Márton (HUN) |
| 4. prosince 2012 18:15 | Baudouinová 8 | (15:10) | Portjanková 6 | Niš (Čair Sports Center) Počet diváků: 750 Rozhodčí: Horvárth, Márton (HUN) |
| 4. prosince 2012 18:15 | 2× 3×         | Report  | 2×            | Niš (Čair Sports Center) Počet diváků: 750 Rozhodčí: Horvárth, Márton (HUN) |

| 4. prosince 2012 20:15 | Švédsko    | 27:26   | Dánsko         | Niš (Čair Sports Center) Počet diváků: 300 Rozhodčí: Florescuová, Duţăová (ROM) |
| 4. prosince 2012 20:15 | Ahlmová 10 | (13:15) | Jørgensenová 6 | Niš (Čair Sports Center) Počet diváků: 300 Rozhodčí: Florescuová, Duţăová (ROM) |
| 4. prosince 2012 20:15 | 1×         | Report  | 4× 3×          | Niš (Čair Sports Center) Počet diváků: 300 Rozhodčí: Florescuová, Duţăová (ROM) |

| 6. prosince 2012 18:15 | Makedonie       | 15:26  | Švédsko         | Niš (Čair Sports Center) Počet diváků: 300 Rozhodčí: Stoļarovs, Līcis (LAT) |
| 6. prosince 2012 18:15 | Bajramoskaová 4 | (8:11) | Torstensonová 8 | Niš (Čair Sports Center) Počet diváků: 300 Rozhodčí: Stoļarovs, Līcis (LAT) |
| 6. prosince 2012 18:15 | 2×              | Report | 1× 2×           | Niš (Čair Sports Center) Počet diváků: 300 Rozhodčí: Stoļarovs, Līcis (LAT) |

| 6. prosince 2012 20:15 | Dánsko                     | 28:27   | Francie                  | Niš (Čair Sports Center) Počet diváků: 200 Rozhodčí: Brehmerová, Skowroneková (POL) |
| 6. prosince 2012 20:15 | Nørgaardová, Burgaardová 7 | (16:12) | Baudouinová, Njitamová 5 | Niš (Čair Sports Center) Počet diváků: 200 Rozhodčí: Brehmerová, Skowroneková (POL) |
| 6. prosince 2012 20:15 | 2×                         | Report  | 1× 3×                    | Niš (Čair Sports Center) Počet diváků: 200 Rozhodčí: Brehmerová, Skowroneková (POL) |

| 8. prosince 2012 18:15 | Švédsko         | 17:24  | Francie                | Niš (Čair Sports Center) Počet diváků: 500 Rozhodčí: Crnojevićová, Kosteckiová-Radićová (CRO) |
| 8. prosince 2012 18:15 | Torstensonová 5 | (8:13) | Signateová, Mendyová 4 | Niš (Čair Sports Center) Počet diváků: 500 Rozhodčí: Crnojevićová, Kosteckiová-Radićová (CRO) |
| 8. prosince 2012 18:15 | 1× 2×           | Report | 2× 4×                  | Niš (Čair Sports Center) Počet diváků: 500 Rozhodčí: Crnojevićová, Kosteckiová-Radićová (CRO) |

| 8. prosince 2012 20:15 | Dánsko          | 37:30   | Makedonie                    | Niš (Čair Sports Center) Počet diváků: 1 000 Rozhodčí: Marín, García (ESP) |
| 8. prosince 2012 20:15 | Augustesenová 8 | (17:13) | Crvenkoskaová, Portjanková 7 | Niš (Čair Sports Center) Počet diváků: 1 000 Rozhodčí: Marín, García (ESP) |
| 8. prosince 2012 20:15 | 4× 3×           | Report  | 3×                           | Niš (Čair Sports Center) Počet diváků: 1 000 Rozhodčí: Marín, García (ESP) |

#### Skupina C
|    |            | HUN   | ESP   | GER   | CRO   | V | R | P | Skóre | B |
| 1. | Maďarsko   | ***   | 32:31 | 24:21 | 27:28 | 2 | 0 | 1 | 83:80 | 4 |
| 2. | Španělsko  | 31:32 | ***   | 23:20 | 25:21 | 2 | 0 | 1 | 79:73 | 4 |
| 3. | Německo    | 21:24 | 20:23 | ***   | 17:16 | 1 | 0 | 2 | 58:63 | 2 |
| 4. | Chorvatsko | 28:27 | 21:25 | 16:17 | ***   | 1 | 0 | 2 | 65:69 | 2 |

| 4. prosince 2012 18:15 | Německo        | 20:23   | Španělsko   | Novi Sad (SPC Vojvodina) Počet diváků: 1 200 Rozhodčí: Lythje, Christiansen (DEN) |
| 4. prosince 2012 18:15 | Steinbachová 6 | (12:13) | Martínová 7 | Novi Sad (SPC Vojvodina) Počet diváků: 1 200 Rozhodčí: Lythje, Christiansen (DEN) |
| 4. prosince 2012 18:15 | 5× 4×          | Report  | 3× 4×       | Novi Sad (SPC Vojvodina) Počet diváků: 1 200 Rozhodčí: Lythje, Christiansen (DEN) |

| 4. prosince 2012 20:15 | Chorvatsko | 28:27   | Maďarsko | Novi Sad (SPC Vojvodina) Počet diváků: 1 800 Rozhodčí: Opava, Válek (CZE) |
| 4. prosince 2012 20:15 | Zebićová 9 | (15:14) | Tomori 9 | Novi Sad (SPC Vojvodina) Počet diváků: 1 800 Rozhodčí: Opava, Válek (CZE) |
| 4. prosince 2012 20:15 | 5× 3×      | Report  | 2× 3×    | Novi Sad (SPC Vojvodina) Počet diváků: 1 800 Rozhodčí: Opava, Válek (CZE) |

| 5. prosince 2012 18:15 | Španělsko   | 25:21   | Chorvatsko | Novi Sad (SPC Vojvodina) Počet diváků: 2 000 Rozhodčí: Brunovský, Čanda (SVK) |
| 5. prosince 2012 18:15 | Manguéová 7 | (13:10) | Zebićová 7 | Novi Sad (SPC Vojvodina) Počet diváků: 2 000 Rozhodčí: Brunovský, Čanda (SVK) |
| 5. prosince 2012 18:15 | 3×          | Report  | 4× 2×      | Novi Sad (SPC Vojvodina) Počet diváků: 2 000 Rozhodčí: Brunovský, Čanda (SVK) |

| 5. prosince 2012 20:15 | Maďarsko     | 24:21   | Německo   | Novi Sad (SPC Vojvodina) Počet diváků: 2 500 Rozhodčí: Charlotte Bonaventurová, Julie Bonaventurová (FRA) |
| 5. prosince 2012 20:15 | Görbiczová 9 | (11:14) | Zapfová 5 | Novi Sad (SPC Vojvodina) Počet diváků: 2 500 Rozhodčí: Charlotte Bonaventurová, Julie Bonaventurová (FRA) |
| 5. prosince 2012 20:15 | 2×           | Report  | 4× 3×     | Novi Sad (SPC Vojvodina) Počet diváků: 2 500 Rozhodčí: Charlotte Bonaventurová, Julie Bonaventurová (FRA) |

| 7. prosince 2012 18:15 | Maďarsko     | 32:31   | Španělsko   | Novi Sad (SPC Vojvodina) Počet diváků: 3 700 Rozhodčí: Marićová, Mašićová (SER) |
| 7. prosince 2012 18:15 | Tomoriová 12 | (17:14) | Martínová 7 | Novi Sad (SPC Vojvodina) Počet diváků: 3 700 Rozhodčí: Marićová, Mašićová (SER) |
| 7. prosince 2012 18:15 | 3×           | Report  | 3× 2×       | Novi Sad (SPC Vojvodina) Počet diváků: 3 700 Rozhodčí: Marićová, Mašićová (SER) |

| 7. prosince 2012 20:15 | Chorvatsko | 16:17  | Německo       | Novi Sad (SPC Vojvodina) Počet diváků: 2 100 Rozhodčí: Gousko, Repkin (BLR) |
| 7. prosince 2012 20:15 | Zebićová 5 | (7:8)  | Augsburgová 4 | Novi Sad (SPC Vojvodina) Počet diváků: 2 100 Rozhodčí: Gousko, Repkin (BLR) |
| 7. prosince 2012 20:15 | 2× 3×      | Report | 4× 3×         | Novi Sad (SPC Vojvodina) Počet diváků: 2 100 Rozhodčí: Gousko, Repkin (BLR) |

#### Skupina D
|    |            | MNG   | RUS   | ROM   | ISL   | V | R | P | Skóre | B |
| 1. | Černá Hora | ***   | 30:27 | 26:16 | 23:20 | 3 | 0 | 0 | 79:63 | 6 |
| 2. | Rusko      | 27:30 | ***   | 21:21 | 30:21 | 1 | 1 | 1 | 78:72 | 3 |
| 3. | Rumunsko   | 20:23 | 21:21 | ***   | 22:19 | 1 | 1 | 1 | 63:63 | 3 |
| 4. | Island     | 16:26 | 21:30 | 19:22 | ***   | 0 | 0 | 3 | 56:78 | 0 |

| 4. prosince 2012 18:05 | Černá Hora     | 26:16  | Island           | Vršac (Millennium Center) Počet diváků: 2 800 Rozhodčí: Gousko, Repkin (BLR) |
| 4. prosince 2012 18:05 | Bulatovićová 7 | (10:7) | Bragadóttirová 5 | Vršac (Millennium Center) Počet diváků: 2 800 Rozhodčí: Gousko, Repkin (BLR) |
| 4. prosince 2012 18:05 | 5× 3×          | Report | 4× 3×            | Vršac (Millennium Center) Počet diváků: 2 800 Rozhodčí: Gousko, Repkin (BLR) |

| 4. prosince 2012 20:15 | Rumunsko   | 21:21  | Rusko        | Vršac (Millennium Center) Počet diváků: 3 200 Rozhodčí: Marićová, Mašićová (SER) |
| 4. prosince 2012 20:15 | Cureaová 9 | (12:7) | Chmyrovová 6 | Vršac (Millennium Center) Počet diváků: 3 200 Rozhodčí: Marićová, Mašićová (SER) |
| 4. prosince 2012 20:15 | 4× 3×      | Report | 3×           | Vršac (Millennium Center) Počet diváků: 3 200 Rozhodčí: Marićová, Mašićová (SER) |

| 5. prosince 2012 18:05 | Rusko        | 27:30   | Černá Hora                  | Vršac (Millennium Center) Počet diváků: 1 000 Rozhodčí: Opava, Válek (CZE) |
| 5. prosince 2012 18:05 | Postnovová 5 | (14:20) | Kneževićová, Radičevićová 6 | Vršac (Millennium Center) Počet diváků: 1 000 Rozhodčí: Opava, Válek (CZE) |
| 5. prosince 2012 18:05 | 1×           | Report  | 4× 3×                       | Vršac (Millennium Center) Počet diváků: 1 000 Rozhodčí: Opava, Válek (CZE) |

| 5. prosince 2012 20:15 | Island          | 19:22   | Rumunsko   | Vršac (Millennium Center) Počet diváků: 2 700 Rozhodčí: Lythje, Christiansen (DEN) |
| 5. prosince 2012 20:15 | Jónsdóttirová 5 | (13:15) | Brădeanu 7 | Vršac (Millennium Center) Počet diváků: 2 700 Rozhodčí: Lythje, Christiansen (DEN) |
| 5. prosince 2012 20:15 | 4× 3×           | Report  | 3× 4×      | Vršac (Millennium Center) Počet diváků: 2 700 Rozhodčí: Lythje, Christiansen (DEN) |

| 7. prosince 2012 18:05 | Rusko                | 30:21  | Island          | Vršac (Millennium Center) Počet diváků: 3 000 Rozhodčí: Charlotte Bonaventurová, Julie Bonaventurová (FRA) |
| 7. prosince 2012 18:05 | Postnovová, Senová 5 | (15:8) | Jónsdóttirová 4 | Vršac (Millennium Center) Počet diváků: 3 000 Rozhodčí: Charlotte Bonaventurová, Julie Bonaventurová (FRA) |
| 7. prosince 2012 18:05 | 3× 2×                | Report | 2× 3×           | Vršac (Millennium Center) Počet diváků: 3 000 Rozhodčí: Charlotte Bonaventurová, Julie Bonaventurová (FRA) |

| 7. prosince 2012 20:15 | Rumunsko      | 20:23  | Černá Hora     | Vršac (Millennium Center) Počet diváků: 4 000 Rozhodčí: Brunovský, Čanda (SVK) |
| 7. prosince 2012 20:15 | Brădeanuová 6 | (10:9) | Bulatovićová 9 | Vršac (Millennium Center) Počet diváků: 4 000 Rozhodčí: Brunovský, Čanda (SVK) |
| 7. prosince 2012 20:15 | 2× 4×         | Report | 2× 3×          | Vršac (Millennium Center) Počet diváků: 4 000 Rozhodčí: Brunovský, Čanda (SVK) |

### Čtvrtfinále

#### Skupina A
|    |         | NOR    | SER    | DEN    | SWE    | FRA    | CZE    | V | R | P | Skóre   | B |
| 1. | Norsko  | ***    | 28:26* | 33:35  | 28:25  | 30:19  | 21:19* | 4 | 0 | 1 | 140:124 | 8 |
| 2. | Srbsko  | 26:28* | ***    | 29:26  | 23:23  | 18:17  | 28:24* | 3 | 1 | 1 | 124:118 | 7 |
| 3. | Dánsko  | 35:33  | 26:29  | ***    | 26:27* | 28:27* | 33:30  | 3 | 0 | 2 | 148:146 | 5 |
| 4. | Švédsko | 25:28  | 23:23  | 27:26* | ***    | 17:24  | 35:26  | 2 | 1 | 2 | 127:127 | 5 |
| 5. | Francie | 19:30  | 17:18  | 27:28* | 24:17* | ***    | 24:22  | 2 | 0 | 3 | 111:115 | 4 |
| 6. | Česko   | 19:21* | 24:28* | 30:33  | 26:35  | 22:24  | ***    | 0 | 0 | 5 | 121:141 | 0 |

- s hvězdičkou = zápasy ze základní skupiny.

| 10. prosince 2012 16:10 | Česko                     | 30:33   | Dánsko         | Beogradska arena Bělehrad Počet diváků: 400 Rozhodčí: Florescuová, Duţăová (ROM) |
| 10. prosince 2012 16:10 | Knedlíková, Kutlvašrová 6 | (12:13) | Nørgaardová 10 | Beogradska arena Bělehrad Počet diváků: 400 Rozhodčí: Florescuová, Duţăová (ROM) |
| 10. prosince 2012 16:10 | 4×                        | Report  | 4× 2×          | Beogradska arena Bělehrad Počet diváků: 400 Rozhodčí: Florescuová, Duţăová (ROM) |

| 10. prosince 2012 18:10 | Norsko       | 30:19   | Francie       | Beogradska arena Bělehrad Počet diváků: 500 Rozhodčí: Marín, García (ESP) |
| 10. prosince 2012 18:10 | Sullandová 7 | (14:10) | Baudouinová 5 | Beogradska arena Bělehrad Počet diváků: 500 Rozhodčí: Marín, García (ESP) |
| 10. prosince 2012 18:10 | 5× 3×        | Report  | 2× 3×         | Beogradska arena Bělehrad Počet diváků: 500 Rozhodčí: Marín, García (ESP) |

| 10. prosince 2012 20:10 | Srbsko       | 23:23   | Švédsko         | Beogradska arena Bělehrad Počet diváků: 6 000 Rozhodčí: Stoļarovs, Līcis (LAT) |
| 10. prosince 2012 20:10 | Rajovićová 5 | (13:14) | Torstensonová 8 | Beogradska arena Bělehrad Počet diváků: 6 000 Rozhodčí: Stoļarovs, Līcis (LAT) |
| 10. prosince 2012 20:10 | 2×           | Report  | 2×              | Beogradska arena Bělehrad Počet diváků: 6 000 Rozhodčí: Stoļarovs, Līcis (LAT) |

| 11. prosince 2012 16:10 | Česko       | 22:24   | Francie     | Beogradska arena Bělehrad Počet diváků: 800 Rozhodčí: Brehmer, Skowronek (POL) |
| 11. prosince 2012 16:10 | Chrenková 4 | (10:14) | Ayglonová 6 | Beogradska arena Bělehrad Počet diváků: 800 Rozhodčí: Brehmer, Skowronek (POL) |
| 11. prosince 2012 16:10 | 2× 4×       | Report  | 2× 3×       | Beogradska arena Bělehrad Počet diváků: 800 Rozhodčí: Brehmer, Skowronek (POL) |

| 11. prosince 2012 18:10 | Norsko    | 28:25   | Švédsko       | Beogradska arena Bělehrad Počet diváků: 1 200 Rozhodčí: Horvárth, Márton (HUN) |
| 11. prosince 2012 18:10 | Edinová 9 | (12:14) | Gulldénová 10 | Beogradska arena Bělehrad Počet diváků: 1 200 Rozhodčí: Horvárth, Márton (HUN) |
| 11. prosince 2012 18:10 | 2× 3×     | Report  | 3×            | Beogradska arena Bělehrad Počet diváků: 1 200 Rozhodčí: Horvárth, Márton (HUN) |

| 11. prosince 2012 20:10 | Srbsko           | 29:26   | Dánsko         | Beogradska arena Bělehrad Počet diváků: 5 000 Rozhodčí: Marín, García (ESP) |
| 11. prosince 2012 20:10 | Damnjanovićová 8 | (16:14) | Jørgensenová 5 | Beogradska arena Bělehrad Počet diváků: 5 000 Rozhodčí: Marín, García (ESP) |
| 11. prosince 2012 20:10 | 6× 4×            | Report  | 3× 2×          | Beogradska arena Bělehrad Počet diváků: 5 000 Rozhodčí: Marín, García (ESP) |

| 13. prosince 2012 16:10 | Česko       | 26:35   | Švédsko         | Beogradska arena Bělehrad Počet diváků: 1 500 Rozhodčí: Florescuová, Duţăová (ROM) |
| 13. prosince 2012 16:10 | Chrenková 7 | (14:14) | Fogelströmová 7 | Beogradska arena Bělehrad Počet diváků: 1 500 Rozhodčí: Florescuová, Duţăová (ROM) |
| 13. prosince 2012 16:10 | 1× 3×       | Report  | 3×              | Beogradska arena Bělehrad Počet diváků: 1 500 Rozhodčí: Florescuová, Duţăová (ROM) |

| 13. prosince 2012 18:10 | Srbsko       | 18:17  | Francie      | Beogradska arena Bělehrad Počet diváků: 8 000 Rozhodčí: Gousko, Repkin (BLR) |
| 13. prosince 2012 18:10 | Rajovićová 5 | (10:6) | Signateová 4 | Beogradska arena Bělehrad Počet diváků: 8 000 Rozhodčí: Gousko, Repkin (BLR) |
| 13. prosince 2012 18:10 | 2× 3×        | Report | 3× 4×        | Beogradska arena Bělehrad Počet diváků: 8 000 Rozhodčí: Gousko, Repkin (BLR) |

| 13. prosince 2012 20:10 | Norsko                  | 33:35   | Dánsko        | Beogradska arena Bělehrad Počet diváků: 2 500 Rozhodčí: Horvárth, Márton (HUN) |
| 13. prosince 2012 20:10 | Sullandová, Alstadová 6 | (17:16) | Burgaardová 8 | Beogradska arena Bělehrad Počet diváků: 2 500 Rozhodčí: Horvárth, Márton (HUN) |
| 13. prosince 2012 20:10 | 3×                      | Report  | 3×            | Beogradska arena Bělehrad Počet diváků: 2 500 Rozhodčí: Horvárth, Márton (HUN) |

#### Skupina B
|    |            | MNG    | HUN    | RUS    | GER    | ROM    | ESP    | V | R | P | Skóre   | B |
| 1. | Černá Hora | ***    | 28:26  | 30:27* | 20:27  | 26:16* | 27:23  | 4 | 0 | 1 | 128:123 | 8 |
| 2. | Maďarsko   | 26:28  | ***    | 25:31  | 24:21* | 25:19  | 32:31* | 3 | 0 | 2 | 132:130 | 6 |
| 3. | Rusko      | 27:30* | 31:25  | ***    | 26:26  | 21:21* | 25:25  | 1 | 3 | 1 | 130:127 | 5 |
| 4. | Německo    | 27:20  | 21:24* | 26:26  | ***    | 25:23  | 20:23* | 2 | 1 | 2 | 119:116 | 5 |
| 5. | Rumunsko   | 16:26* | 19:25  | 21:21* | 23:25  | ***    | 31:26  | 1 | 1 | 3 | 114:120 | 3 |
| 6. | Španělsko  | 23:27  | 31:32* | 25:25  | 23:20* | 26:31  | ***    | 1 | 1 | 3 | 128:135 | 3 |

- s hvězdičkou = zápasy ze základní skupiny.

| 9. prosince 2012 16:15 | Španělsko                 | 26:31   | Rumunsko             | SPC Vojvodina Novi Sad Počet diváků: 700 Rozhodčí: Charlotte Bonaventurová, Julie Bonaventurová (FRA) |
| 9. prosince 2012 16:15 | Fernándezová, Manguéová 5 | (12:15) | Neaguová, Cureaová 7 | SPC Vojvodina Novi Sad Počet diváků: 700 Rozhodčí: Charlotte Bonaventurová, Julie Bonaventurová (FRA) |
| 9. prosince 2012 16:15 | 4× 3×                     | Report  | 2×                   | SPC Vojvodina Novi Sad Počet diváků: 700 Rozhodčí: Charlotte Bonaventurová, Julie Bonaventurová (FRA) |

| 9. prosince 2012 18:15 | Maďarsko         | 26:28  | Černá Hora     | SPC Vojvodina Novi Sad Počet diváků: 1 500 Rozhodčí: Opava, Válek (CZE) |
| 9. prosince 2012 18:15 | Szucsánszkiová 8 | (9:15) | Radičevićová 9 | SPC Vojvodina Novi Sad Počet diváků: 1 500 Rozhodčí: Opava, Válek (CZE) |
| 9. prosince 2012 18:15 | 3× 1×            | Report | 5× 2×          | SPC Vojvodina Novi Sad Počet diváků: 1 500 Rozhodčí: Opava, Válek (CZE) |

| 9. prosince 2012 20:15 | Německo        | 26:26   | Rusko        | SPC Vojvodina Novi Sad Počet diváků: 600 Rozhodčí: Marićová, Mašićová (SER) |
| 9. prosince 2012 20:15 | Steinbachová 9 | (16:13) | Chmyrovová 6 | SPC Vojvodina Novi Sad Počet diváků: 600 Rozhodčí: Marićová, Mašićová (SER) |
| 9. prosince 2012 20:15 | 3×             | Report  | 3×           | SPC Vojvodina Novi Sad Počet diváků: 600 Rozhodčí: Marićová, Mašićová (SER) |

| 11. prosince 2012 16:15 | Španělsko    | 25:25   | Rusko        | SPC Vojvodina Novi Sad Počet diváků: 800 Rozhodčí: Crnojevićová, Kosteckiová-Radićová (CRO) |
| 11. prosince 2012 16:15 | Martínová 11 | (13:14) | Postnovová 7 | SPC Vojvodina Novi Sad Počet diváků: 800 Rozhodčí: Crnojevićová, Kosteckiová-Radićová (CRO) |
| 11. prosince 2012 16:15 | 3×           | Report  | 3×           | SPC Vojvodina Novi Sad Počet diváků: 800 Rozhodčí: Crnojevićová, Kosteckiová-Radićová (CRO) |

| 11. prosince 2012 18:15 | Německo        | 27:20  | Černá Hora     | SPC Vojvodina Novi Sad Počet diváků: 1 000 Rozhodčí: Charlotte Bonaventurová, Julie Bonaventurová (FRA) |
| 11. prosince 2012 18:15 | Steinbachová 7 | (14:9) | Bulatovićová 6 | SPC Vojvodina Novi Sad Počet diváků: 1 000 Rozhodčí: Charlotte Bonaventurová, Julie Bonaventurová (FRA) |
| 11. prosince 2012 18:15 | 3×             | Report | 3×             | SPC Vojvodina Novi Sad Počet diváků: 1 000 Rozhodčí: Charlotte Bonaventurová, Julie Bonaventurová (FRA) |

| 11. prosince 2012 20:15 | Maďarsko | 25:19   | Rumunsko         | SPC Vojvodina Novi Sad Počet diváků: 1 200 Rozhodčí: Gousko, Repkin (BLR) |
| 11. prosince 2012 20:15 | Vérten 7 | (14:12) | Neagu, Nechita 6 | SPC Vojvodina Novi Sad Počet diváků: 1 200 Rozhodčí: Gousko, Repkin (BLR) |
| 11. prosince 2012 20:15 | 2× 3×    | Report  | 1× 3×            | SPC Vojvodina Novi Sad Počet diváků: 1 200 Rozhodčí: Gousko, Repkin (BLR) |

| 13. prosince 2012 16:15 | Španělsko      | 23:27   | Černá Hora     | SPC Vojvodina Novi Sad Počet diváků: 1 200 Rozhodčí: Brehmer, Skowronek (POL) |
| 13. prosince 2012 16:15 | Fernándezová 7 | (16:13) | Bulatovićová 6 | SPC Vojvodina Novi Sad Počet diváků: 1 200 Rozhodčí: Brehmer, Skowronek (POL) |
| 13. prosince 2012 16:15 | 4×             | Report  | 7× 4×          | SPC Vojvodina Novi Sad Počet diváků: 1 200 Rozhodčí: Brehmer, Skowronek (POL) |

| 13. prosince 2012 18:15 | Německo        | 25:23  | Rumunsko                   | SPC Vojvodina Novi Sad Počet diváků: 1 200 Rozhodčí: Opava, Válek (CZE) |
| 13. prosince 2012 18:15 | Steinbachová 8 | (16:9) | Vădineanuová, Nechitaová 7 | SPC Vojvodina Novi Sad Počet diváků: 1 200 Rozhodčí: Opava, Válek (CZE) |
| 13. prosince 2012 18:15 | 3×             | Report | 2× 4×                      | SPC Vojvodina Novi Sad Počet diváků: 1 200 Rozhodčí: Opava, Válek (CZE) |

| 13. prosince 2012 20:15 | Maďarsko        | 26:31   | Rusko      | SPC Vojvodina Novi Sad Počet diváků: 1 200 Rozhodčí: Crnojevićová, Kosteckiová-Radićová (CRO) |
| 13. prosince 2012 20:15 | Rédei Soósová 5 | (11:13) | Iljinová 7 | SPC Vojvodina Novi Sad Počet diváků: 1 200 Rozhodčí: Crnojevićová, Kosteckiová-Radićová (CRO) |
| 13. prosince 2012 20:15 | 2× 3×           | Report  | 4× 3×      | SPC Vojvodina Novi Sad Počet diváků: 1 200 Rozhodčí: Crnojevićová, Kosteckiová-Radićová (CRO) |

### Semifinále
| 15. prosince 2012 14:30 | Norsko                         | 30:19   | Maďarsko     | Beogradska arena Bělehrad Počet diváků: 5 000 Rozhodčí: Charlotte Bonaventurová, Julie Bonaventurová (FRA) |
| 15. prosince 2012 14:30 | Edinová, Riegelhuth Korenová 6 | (16:11) | Görbiczová 6 | Beogradska arena Bělehrad Počet diváků: 5 000 Rozhodčí: Charlotte Bonaventurová, Julie Bonaventurová (FRA) |
| 15. prosince 2012 14:30 | 3×                             | Report  | 3×           | Beogradska arena Bělehrad Počet diváků: 5 000 Rozhodčí: Charlotte Bonaventurová, Julie Bonaventurová (FRA) |

| 15. prosince 2012 17:00 | Srbsko         | 26:27   | Černá Hora    | Beogradska arena Bělehrad Počet diváků: 13 000 Rozhodčí: Stoļarovs, Līcis (LAT) |
| 15. prosince 2012 17:00 | Filipovićová 7 | (14:13) | Kneževićová 8 | Beogradska arena Bělehrad Počet diváků: 13 000 Rozhodčí: Stoļarovs, Līcis (LAT) |
| 15. prosince 2012 17:00 | 4× 3×          | Report  | 3× 4×         | Beogradska arena Bělehrad Počet diváků: 13 000 Rozhodčí: Stoļarovs, Līcis (LAT) |

### Finále
| 16. prosince 2012 17:00 | Norsko                      | 31:34(PR) | Černá Hora     | Beogradska arena Bělehrad Počet diváků: 10 000 Rozhodčí: Marín, García (ESP) |
| 16. prosince 2012 17:00 | Alstadová 11                | (11:12)   | Kneževićová 10 | Beogradska arena Bělehrad Počet diváků: 10 000 Rozhodčí: Marín, García (ESP) |
| 16. prosince 2012 17:00 | 2× 3×                       | Report    | 7× 4×          | Beogradska arena Bělehrad Počet diváků: 10 000 Rozhodčí: Marín, García (ESP) |
| 16. prosince 2012 17:00 | ZČ: 24:24, Prodl.: 4:4, 3:6 |           |                | Beogradska arena Bělehrad Počet diváků: 10 000 Rozhodčí: Marín, García (ESP) |

### O 3. místo
| 16. prosince 2012 14:30 | Maďarsko                 | 41:38(PR) | Srbsko     | Beogradska arena Bělehrad Počet diváků: 11 000 Rozhodčí: Gousko, Repkin (BLR) |
| 16. prosince 2012 14:30 | Viktória Rédei Soósová 9 | (21:19)   | tři hráčky | Beogradska arena Bělehrad Počet diváků: 11 000 Rozhodčí: Gousko, Repkin (BLR) |
| 16. prosince 2012 14:30 | 1× 4×                    | Report    | 4×         | Beogradska arena Bělehrad Počet diváků: 11 000 Rozhodčí: Gousko, Repkin (BLR) |
| 16. prosince 2012 14:30 | ZČ: 33:33, Prodl.: 8:5   |           |            | Beogradska arena Bělehrad Počet diváků: 11 000 Rozhodčí: Gousko, Repkin (BLR) |

### O 5. místo
| 15. prosince 2012 12:00 | Dánsko                     | 32:30   | Rusko    | Beogradska arena Bělehrad Počet diváků: 800 Rozhodčí: Marićová, Mašićová (SER) |
| 15. prosince 2012 12:00 | Nørgaardová, Burgaardová 8 | (15:15) | Senová 6 | Beogradska arena Bělehrad Počet diváků: 800 Rozhodčí: Marićová, Mašićová (SER) |
| 15. prosince 2012 12:00 | 5× 3×                      | Report  | 3×       | Beogradska arena Bělehrad Počet diváků: 800 Rozhodčí: Marićová, Mašićová (SER) |

## Rozhodčí
- Andrej Gousko a Siarhej Repkin
- Helena Crnojevićová a Emina Kosteckiová-Radićová
- Jiří Opava a Pavel Válek
- Marlene Kroløkkeová Lythjeová a Karina Christiansenová
- Charlotte Bonaventurová a Julie Bonaventurová
- Péter Horvárth a Balázs Márton
- Zigmārs Stoļarovs a Renārs Līcis
- Joanna Brehmerová a Agnieszka Skowroneková
- Diana Carmenová-Florescuová a Anamaria Duţăová
- Branka Marićová a Zorica Mašićová
- Peter Brunovský a Vladimír Čanda
- Andreu Marín a Ignacio García

## Konečné pořadí
| 10.              | Mistrovství Evropy 2012 | Z | V | R | P | Skóre   | B  |
| ---------------- | ----------------------- | - | - | - | - | ------- | -- |
| Zlatá medaile    | Černá Hora              | 8 | 7 | 0 | 1 | 215:196 | 14 |
| Stříbrná medaile | Norsko                  | 8 | 6 | 0 | 2 | 219:194 | 12 |
| Bronzová medaile | Maďarsko                | 8 | 4 | 0 | 4 | 219:226 | 8  |
| 4.               | Srbsko                  | 8 | 4 | 1 | 3 | 213:209 | 9  |
| 5.               | Dánsko                  | 8 | 5 | 0 | 2 | 217:206 | 10 |
| 6.               | Rusko                   | 8 | 2 | 3 | 2 | 190:180 | 7  |
| 7.               | Německo                 | 6 | 3 | 1 | 2 | 136:132 | 7  |
| 8.               | Švédsko                 | 6 | 3 | 1 | 2 | 153:142 | 7  |
| 9.               | Francie                 | 6 | 3 | 0 | 3 | 140:131 | 6  |
| 10.              | Rumunsko                | 6 | 2 | 1 | 3 | 136:139 | 5  |
| 11.              | Španělsko               | 6 | 2 | 1 | 3 | 153:156 | 5  |
| 12.              | Česko                   | 6 | 1 | 0 | 5 | 146:163 | 2  |
| 13.              | Chorvatsko              | 3 | 1 | 0 | 2 | 65:69   | 2  |
| 14.              | Ukrajina                | 3 | 0 | 0 | 3 | 62:68   | 0  |
| 15.              | Island                  | 3 | 0 | 0 | 3 | 56:78   | 0  |
| 16.              | Makedonie               | 3 | 0 | 0 | 3 | 61:92   | 0  |